# دار البطيخ
دار البطيخ
وهي دار كانت تباع فيها أنواع الفواكه والرياحين، ونسبت إلى البطيخ لفضلهِ على سائر الفواكه، وتلاشيها عنده. وقد ضرب بها ابن لنكك مثلاً، فأحسن حيث قال يهجوا أبا الهيذام كلاب بن حمزة الشاعر المقيم في ربيعة:
قال الجاحظ: أكبر الدور غلة ثلاث: دار البطيخ بسر من رأى، و دار الزبير بالبصرة، و دار القطن ببغداد.
وهناك أيضاً دار البطيخ في دمشق ذكرها ابن عساكر، في كتابه تاريخ دمشق في باب ذكر معرفة مساجد البلد وحصرها بذكر التعريف والعدد، حيث قال: مسجد عند رأس درب التميمي في سوق دار البطيخ لطيف بشباك، وإمام. ومسجد دار البطيخ المعلق، كبير له وقف، وإمام، ومنارة، ومؤذن،  وله بابان، عند أحدهما قناة مسجد يعرف بمسجد الاستجابة في سوق دار البطيخ، ينزل اليه بدرج قديم، وله إمام، ومؤذن، ووقف.
وهناك محلة دار البطيخ في بغداد، معروفة ببيع الفواكه، قبل ان تنقل إلى الكرخ، في درب يعرف بدرب الاساكفة، وإلى جانبه درب يعرف بدرب الخير، فنقلت من هذا الموضع إلى مكانها بالكرخ أيام الخليفة المهدي.
وذكر صاحب كتاب عنوان المجد في بيان أحوال بغداد والبصرة ونجد: ان نهر طابق وهو أحد أنهار بغداد القديمة، يصب في نهر عيسى عند دار البطيخ.